# Nguyễn Quang Hồng
Nguyễn Quang Hồng, né à Duy Xuyên le 1er octobre 1940, est un lexicographe vietnamien et chercheur au Viện nghiên cứu Hán nôm à Hanoï. Il est rédacteur en chef du dictionnaire standard de l'ancienne langue écrite vernaculaire Chữ Nôm.
Il a consacré sa vie à étudier de l'ancienne écriture Chữ Nôm, qui est tombée en désuétude au Viêt Nam au cours du XXe siècle, au profit de l'écriture Chữ quốc ngữ.